# Parascorpaena picta
Parascorpaena picta (лат.) — вид морских лучепёрых рыб из подсемейства Scorpaeninae семейства скорпеновых.
Длина тела до 16 см. В спинном плавнике 12 жестких и 9—10 мягких лучей. В анальном плавнике 3 жестких и 5 мягких лучей.
Обитают на коралловых рифах в тропических водах Тихого и Индийского океанов у берегов Юго-Восточной Азии и Австралии на глубине до 15 метров.
Встречаются на литорали на каменистом дне, в защищенных бухтах на илистом дне среди камней. Встречаются среди расщелин прибрежных рифов на глубине до 15 м. Ведут одиночный образ жизни.
Безвредны для человека. Промыслового значения не имеют
.